# 久二貯金銀行
久二貯金銀行（くにちょきんぎんこう）は、明治期に福井県敦賀町（現・福井県敦賀市）で設立された、福井県で初めての貯蓄銀行。

## 概要
1894年（明治27年）に、前年に施行された貯蓄銀行条例に基づき、敦賀の大商人であった大和田荘七によって設立。資本金3万円。その後、1929年（昭和4年）に福井市や武生町にも支店を開いて同年末には県内貯蓄銀行5行の預金高の72%となる8.7万円の預金を集めるなど、順調に拡大。1913年（大正2年）に、同じ大和田荘七が設立した普通銀行である大和田銀行に合併された。

## 沿革
- 1894年（明治27年）12月27日 - 福井県敦賀町で設立[1][2]
- 1913年（大正2年）12月15日 - 大和田貯金銀行に改称[2]
- 1920年（大正9年）9月 - 大和田銀行に合併[1][2]

## 役員

### 大和田貯金銀行

#### 『日本全国諸会社役員録 第26回』
- 頭取・大和田荘七[3]
- 取締役・大和田金之助、大和田正吉[3]
- 監査役・大和田信吉、大和田久兵衛[3]